# 黄如楷
黄如楷（葡萄牙語：Wong Eddie Yue Kai，1952年—），SLM，OMP，汉族，中华人民共和国政治人物、第十一届全国政协委员。
現任澳門特別行政區紅十字會中央委員會主席。澳門特別行政區政府行政會成員。担任澳门黄如楷建筑设计有限公司董事总经理。2008年，当选第十一届全国政协委员，代表特邀澳门人士，分入第五十四组。并担任教科文卫体委员会专委。2018年1月，当选第十三届全国政协委员。

## 荣誉

### 中国勋章奖章
- 银莲花荣誉勋章（澳门特别行政区，2019年9月30日公布[4]）